# Брителл, Николас
Николас Брителл (англ. Nicholas Britell; род. 17 октября 1980, Нью-Йорк, Нью-Йорк) — американский композитор и пианист. Автор саундтреков фильмов («12 лет рабства», «Игра на понижение») и сериалов («Наследники» и «Подземная железная дорога»). Автор партитуры сериала HBO «Наследники» (2018—2023), лауреат премии «Эмми» за лучшую музыкальную тему для вступительных титров в 2019 году. Трёхкратный номинант на премию «Оскар» («Лунный свет», «Если Бил-стрит могла бы заговорить» и «Не смотрите наверх»).

## Биография
Николас Брителл вырос на Манхэттене. Его увлечение музыкой началось с пяти лет, после того, как мальчик услышал музыку Вангелиса к фильму «Огненные колесницы»; тогда же он попросил у матери давать ему уроки музыки. Сочинять самостоятельно Николас начал в восемь лет, а в десять дал свой первый концерт. В 14 лет Брителл поступил в Джульярдскую школу и готовился к карьере профессионального пианиста. Однако, питая опасения, что такая карьера обернётся для него одиночеством в жизни, он вместо консерватории поступил в Гарвардский университет на факультет психологии.
В Гарварде Брителл присоединился в роли клавишника к группе The Witness Protection Program, игравшей инструментальный хип-хоп. Группа пользовалась местным успехом на Северо-Востоке США и некоторое время выступала на разогреве у более популярной Jurassic 5. В годы работы с Witness Protection Program Брителл активно писал музыку, и под конец обучения в университете впервые выступил в качестве кинокомпозитора, сочинив музыку для фильма, который снимали его знакомые.
По окончании учёбы в 2003 году Брителл работал в финансовой сфере, в том числе вёл валютные операции в Bear Stearns, а после ипотечного кризиса 2007 года — как менеджер успешного хедж-фонда. Параллельно он продолжал выступать с концертами и писал музыку для документальных и короткометражных художественных фильмов (в том числе для эпизода «Натали Портман» в альманахе «Нью-Йорк, я люблю тебя»). В 2010 году Брителл оставил финансовую карьеру, чтобы полностью посвятить себя музыке.
Среди дальнейших работ Брителла как кинокомпозитора были музыка к фильмам «12 лет рабства» и «Игра на понижение». Режиссёр последнего, Адам Маккей, к началу съёмок был уже знаком с музыкой Брителла и высоко её ценил, но в итоге воспользовался и его богатым финансовым опытом при работе над картиной об ипотечном крахе. В 2013 году Брителл выступил как сопродюсер коротометражного фильма «Одержимость», который снимал молодой режиссёр Дэмьен Шазелл, и сохранил место в административной группе одноимённого полнометражного фильма, завоевавшего три премии «Оскар». Вместе с Джастином Гурвицем он работал также над песней для следующего фильма Шазелла — «Ла-Ла Ленд», но в окончательную версию картины она не вошла.
После этого Брителл работал как композитор над фильмами Натали Портман «Повесть о любви и тьме» и Гэри Росса «Свободный штат Джонса», а затем над лентой Барри Дженкинса «Лунный свет». Его музыка к «Лунному свету» была выдвинута на «Золотой глобус» и «Оскар» и завоевала премию HMMA за лучшую оригинальную музыку к художественному фильму. Эта работа также принесла Брителлу награду Всемирной академии саундтрека на Гентском международном кинофестивале в номинации «Открытие года».
Помимо работы над музыкой для фильмов, Брителл является одним из основателей (наряду с Бенжаменом Мильпье) музыкального проекта L.A. Dance Project. Как исполнитель он часто работает со скрипачом-виртуозом Тимом Файном, который исполнял его произведения в «12 годах рабства» и «Лунном свете» — их сотрудничество началось в рамках проекта «Порталы».
В 2019 году Брителл выиграл премию «Эмми» за работу над сериалом «Наследники». Музыка к фильму «Не смотрите наверх» (2021) принесла ему номинации на «Оскар», премии BAFTA и «Выбор критиков», а песня «Just Look Up» из этого фильма была удостоена премии Общества композиторов и поэтов-песенников.

## Избранная фильмография
| Год       |   | Русское название                   | Оригинальное название       | Примечание |
| --------- | - | ---------------------------------- | --------------------------- | --- |
| 2005      | ф | Домино                             | Domino One                  | |
| 2008      | с | Нью-Йорк, я люблю тебя             | New York, I Love You        | |
| 2012      | ф | Гони бабки. Лето в Нью-Йорке       | Gimme the Loot              | |
| 2013      | ф | 12 лет рабства                     | 12 Years a Slave            | |
| 2015      | ф | Игра на понижение                  | The Big Short               | |
| 2015      | ф | Повесть о любви и тьме             | A Tale of Love and Darkness | |
| 2016      | ф | Свободный штат Джонса              | Free State of Jones         | |
| 2016      | ф | Лунный свет                        | Moonlight                   | Премия Hollywood Music in Media Awards за лучшую оригинальную музыку Номинация на «Оскар» за лучшую оригинальную музыку Номинация на «Золотой глобус» за лучшую музыку к фильму Номинация на «Выбор критиков» за лучшую музыку к фильму |
| 2016      | ф | Бродяги                            | Tramps                      | |
| 2017      | ф | Битва полов                        | Battle of the Sexes         | Номинация на Hollywood Music in Media Awards за лучшую оригинальную музыку |
| 2018      | ф | Если Бил-стрит могла бы заговорить | If Beale Street Could Talk  | Номинация на «Оскар» за лучшую оригинальную музыку Номинация на BAFTA за лучшую музыку к фильму Номинация на Hollywood Music in Media Awards за лучшую оригинальную музыку Номинация на «Выбор критиков» за лучшую музыку к фильму Номинация на «Спутник» за лучшую музыку к фильму                                                                           |
| 2018      | ф | Власть                             | Vice                        | |
| 2018—2023 | с | Наследники                         | Succession                  | Премия «Эмми» за лучшую оригинальную заглавную тему Премия Hollywood Music in Media Awards за лучшую оригинальную музыку к сериалу (2018) Номинации на «Эмми» за лучшую оригинальную музыку к драматическому сериалу (2020, 2022) Номинация на Hollywood Music in Media Awards за лучшую оригинальную музыку к сериалу (2019)                                 |
| 2019      | ф | Король                             | The King                    | Номинация на Hollywood Music in Media Awards за лучшую оригинальную музыку |
| 2021      | с | Подземная железная дорога          | The Underground Railroad    | Номинация на «Эмми» за лучшую оригинальную музыку к мини-сериалу |
| 2021      | ф | Круэлла                            | Cruella                     | Номинация на «Сатурн» за лучшую музыку к фильму |
| 2021      | ф | Не смотрите наверх                 | Don’t Look Up               | Премия Hollywood Music in Media Awards за лучшую оригинальную музыку Номинация на Hollywood Music in Media Awards за лучшую оригинальную песню Номинация на «Оскар» за лучшую оригинальную музыку Номинация на BAFTA за лучшую музыку к фильму Номинация на «Выбор критиков» за лучшую музыку к фильму Номинация на «Выбор критиков» за лучшую песню к фильму |
| 2023      | ф | Её правда                          | She Said                    | Номинация на Hollywood Music in Media Awards за лучшую оригинальную музыку |